# 譚詠詩

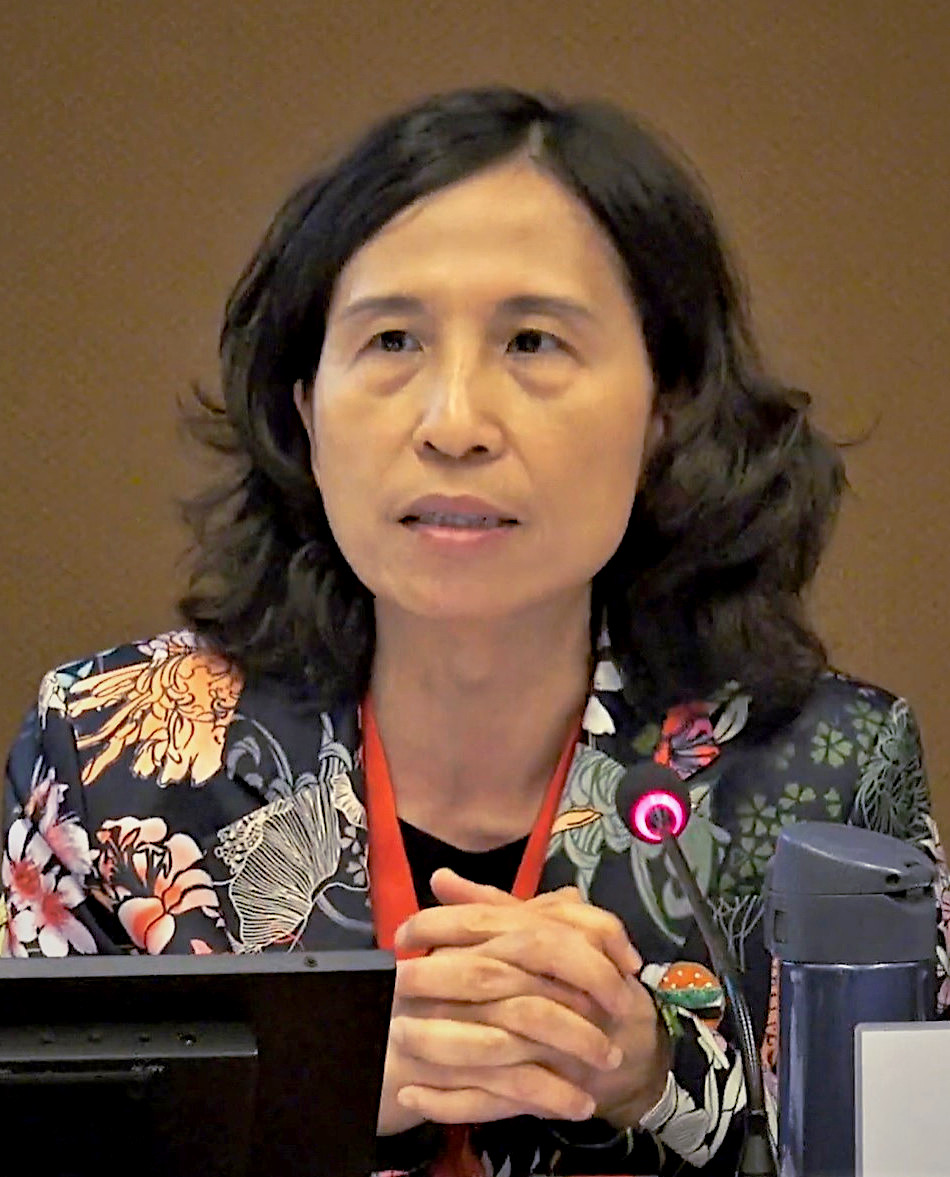
譚詠詩

谭咏诗（英語：Theresa Tam，1965年—）是一位加拿大医生和于2018年7月26日获得提名的加拿大首席公共卫生官。

## 生平
1965年出生于英屬香港，在英国长大。她拥有诺丁汉大学医学学位，在阿尔伯塔大学驻院实习（residency），在不列颠哥伦比亚大学进行专科化培训（fellowship）。